# فندق فين
فندق فين (بالإنجليزية: Finn's Hotel)‏ مجموعة قصص قصيرة من تأليف الكاتب الأيرلندي جيمس جويس. كتب جويس المجموعة في عام 1923، ولم تُنشر في فترة حياته، ونُشِرت للمرة الأولى في يونيو من العام 2013، صادرة عن دار نشر «إيثيس» الأيرلندية، وأضاف الرسام الأمريكي كاسي سورو رسوماً إلى الطبعة، وفي نهاية 2014 تُرجِمت المجموعة إلى ست لغات. زعمت دار النشر أن هذا العمل سابق لروايته الشهيرة "سهر فنيغان"، وعقب نشر المجموعة، انتقد عدَّة مختصين بجويس ما قامت به دار النشر، باعتبار المجموعة مسوَّدة غير مكتملة لا تصلح للنشر. وفي ربيع 2014 قدَّم جيمس أوسيليفان دراسة حاول فيها إثبات أنَّ المجموعة مجرد مسوَّدة أولية لرواية «سهر فنيغان».